# Chili aux Jeux olympiques d'hiver de 1976
L'équipe olympique de Chili a participé aux Jeux olympiques d'hiver de 1976 à Innsbruck en Autriche. Elle était représentée par 5 athlètes dans la seule discipline du ski alpin.
Elle n'a remporté aucune médaille.

## Délégation
Le tableau suivant montre le nombre d'athlètes chiliens dans chaque discipline :
| Sport     | Hommes | Femmes | Total |
| --------- | ------ | ------ | ----- |
| Ski Alpin | 5      | 0      | 5     |
| Total     | 5      | 0      | 5     |

## Résultats

### Ski alpin
Hommes
| Athlète           | Épreuve      | Course 1      | Course 1   | Course 2      | Course 2   | Total         | Total      |
| Athlète           | Épreuve      | Temps         | Classement | Temps         | Classement | Temps         | Classement |
| ----------------- | ------------ | ------------- | ---------- | ------------- | ---------- | ------------- | ---------- |
| Fernando Reutter  | Descente     |               |            |               |            | 2 min 01 s 19 | 61         |
| Rafael Cañas      | Descente     |               |            |               |            | 2 min 00 s 39 | 59         |
| José Luis Koifman | Descente     |               |            |               |            | 1 min 56 s 30 | 51         |
| Federico García   | Slalom géant | 2 min 06 s 99 | 75         | DNF           | –          | DNF           | –          |
| Rafael Cañas      | Slalom géant | 2 min 03 s 65 | 71         | DNF           | –          | DNF           | –          |
| José Luis Koifman | Slalom géant | 1 min 58 s 93 | 58         | 2 min 02 s 42 | 44         | 4 min 01 s 35 | 43         |
| Roberto Koifman   | Slalom géant | 1 min 58 s 15 | 56         | 2 min 01 s 34 | 42         | 3 min 59 s 49 | 41         |
| Roberto Koifman   | Slalom       | DNF           | –          | –             | –          | DNF           | –          |
| Federico García   | Slalom       | DNF           | –          | –             | –          | DNF           | –          |
| Rafael Cañas      | Slalom       | DNF           | –          | –             | –          | DNF           | –          |
| José Luis Koifman | Slalom       | 1 min 10 s 65 | 38         | 1 min 15 s 32 | 33         | 2 min 25 s 97 | 33         |